# Pascasius Justus Turcq

Titelblad van de Amsterdamse uitgave van De Alea (1642) door de etser Cornelis van Dalen

Pascasius Justus Turcq of Turcaeus, ook Paschier Joosz Turck (Eeklo, ca. 1520 – (?), na 1591) was een Zuid-Nederlands arts en humanist. Hij behandelde onder meer Willem van Oranje en schreef het eerste boek over gokverslaving als medische aandoening.

## Leven
Turcq kwam uit Eeklo in het graafschap Vlaanderen. Hij vertrok in 1542 naar Spanje en werd er secretaris van de pauselijk legaat Giovanni Poggio. Vermoedelijk in 1551 ging hij filosofie en medicijnen studeren in Italië, aan de universiteiten van Rome, Bologna, Padua en Pavia. Ongetwijfeld was hij een leerling van Girolamo Cardano, en het is een aantrekkelijke doch puur speculatieve hypothese dat hij onder diens impuls gokverslaving bestudeerde. Over dit onderwerp schreef hij in 1560 te Padua het boek Alea, sive de curanda ludendi in pecuniam cupiditate ('Over het dobbelspel, of de genezing van de verslaving om geld te spelen'). Het was de neerslag van een lezing die hij in Bologna had gegeven. Hij droeg het boek op aan Maximiliaan II van Bourgondië, de Vlaamse admiraal die hij in Spanje had leren kennen. In Pavia doctoreerde hij en was hij bevriend met de broers Jan en Filips van Marnix van Sint-Aldegonde.
Daarna keerde Turcq terug naar de Nederlanden, al vreesde hij dat niemand hem er nog zou kennen. Hij vestigde zich in Bergen op Zoom om als lijfarts te dienen aan het Markiezenhof van Jan IV van Glymes. In 1562 was hij lid van de vooraanstaande Sint-Antoniusgilde en werd hij stadsarts. Hij woonde in De Draeck op het marktplein. In 1578 maakte hij deel uit van de delegatie die de staatse landvoogd Matthias van Oostenrijk onthaalde. Hij was overgegaan tot de protestantse partij, wat hem op verwijten van koningsgetrouwe stadsgenoten kwam te staan. Toen Frans van Anjou door toedoen van Willem van Oranje vorst en heer der Nederlanden werd, werd Turcq diens lijfarts. Bij de aanslag van Jean Jaureguy op Willem van Oranje te Antwerpen in 1582 konden de dokters het bloeden niet stelpen en werd Turcq erbij gehaald, die met succes tussenkwam.
Over zijn verdere leven is haast niets bekend. Hij had een zoon Israël en een kleinzoon Pascasius Justus (1586-1635).

## Alea, sive de curanda ludendi in pecuniam cupiditate
De twee boeken over speelzucht die Turcq in 1561 publiceerde, nemen een unieke plaats in omdat hij gokverslaving medisch analyseerde en dus niet het moraliserende vooropstelde. Hij zag het spel als een normale activiteit, die bij sanguïstische personen tot een geestesziekte kon omslaan. De verklaring zocht hij in overmatig optimisme, wat hij terugvoerde op de klassieke humorenleer van Aristoteles en Galenos (en dus op het lichamelijke). De dwangmatige overtuiging dat het toeval te temmen viel, uitte zich volgens hem ook in het frequente hervallen van wie het spel had afgezworen. Naast een verklaring bood hij ook een therapie. Volgens Turcq kon men de speelzucht met woorden bekoelen en weer onder controle van de rede brengen. Marcus Zuerius Boxhorn, die in de derde editie een biografie opnam, schreef dat de auteur zelf aan het spel ten onder was gegaan, maar uit zijn eigen geschriften valt alleen op te maken dat hij heeft gekaart en gedobbeld. Het werk werd in 1686 nog gebruikt door Jean-Baptiste Thiers, maar raakte daarna min of meer in de vergetelheid.

## Uitgaven en vertalingen
- Alea, sive de curanda ludendi in pecuniam cupiditate, Bazel, 1561
- Alea, sive de curanda in pecuniam ludendi cupiditate libri duo, Frankfurt, 1617
- Pascasii Justi de alea libri duo, cum epistola Marci Zuerii Boxhornii, Amsterdam, 1642
- Pascasius Iustus, "Die zwei Bücher des Pascasius Justus aus Eekloo, Doktors der Philosophie und der Medizin, über das Würfelspiel oder die Heilung der Leidenschaft, um Geld zu spielen" in: Homo ludens. Der spielende Mensch, vol. 5, Sucht und Spiel – süchtig durch Spiele?, 1995. ISBN 3873973375
- Pascasius ou comment comprendre les addictions. Suivi du Traité sur le jeu (1561), vert. Jean-François Cottier, 2014. ISBN 2760633187
- Pascasii Iusti Ecloviensis, Philosophiae et Medicinae Doctoris, Alea sive De Curanda Ludendi in Pecuniam Cupiditate Libri II (Basileae, MDLXI) – Die zwei Bücher des Pâquier Joostens aus Eekloo, Doktors der Philosophie und der Medizin, über das Glücksspiel oder die Heilung der Spielleidenschaft (Basel, 1561), ed. Susan-Türkis Kronegger-Roth, 2015 (Latijns-Duitse editie)
- On Gambling, ed. William M. Barton, Gent, Lysa, 2022. ISBN 9464447664 - DOI:10.54179/2201

## Voetnoten
1. ↑  Justus wordt vaak verkeerdelijk als een familienaam geïnterpreteerd en dan vertaald als Joostens, terwijl het een tweede voornaam is: zie Cottier 2020, p. 6 en Barton 2022, p. 11
2. ↑  Geboortejaar naar Barton 2022, p. 11; stervensjaar naar Cottier 2020, p. 25
3. ↑  Cottier 2020, p. 8
4. ↑  Van Houdt 2008, p. 7